# Srednja vas-Loški Potok
Srednja vas-Loški Potok – wieś w Słowenii, w gminie Loški Potok. W 2018 roku liczyła 63 mieszkańców.